# Рожкі (Мазовецьке воєводство)
Рожкі (пол. Rożki) — село в Польщі, у гміні Коваля Радомського повіту Мазовецького воєводства.
Населення — 545 осіб (2011).
У 1975-1998 роках село належало до Радомського воєводства.

## Демографія
Демографічна структура станом на 31 березня 2011 року:
|          | Загалом | Допрацездатний вік | Працездатний вік | Постпрацездатний вік |
| -------- | ------- | ------------------ | ---------------- | -------------------- |
| Чоловіки | 261     | 58                 | 174              | 29                   |
| Жінки    | 284     | 65                 | 160              | 59                   |
| Разом    | 545     | 123                | 334              | 88                   |